# 結物語
《結物語》（日语：／ musubimonogatari），是日本小說家西尾維新的刊載《物語系列》的輕小說，由台灣插畫家VOFAN繪製插圖。

## 概要
本作為物語系列第外季第四彈，也是第外季完結篇。
封面為穿著白無垢(日式新娘服)的黑儀。
一共收錄收錄四個章節。
1. 第一話 全歌人魚，
2. 第二話 臨魔像，
3. 第三話 圖章狼，
4. 第四話 葛人間，

## 登場人物
周防全歌
《全歌人魚》篇角色。過去曾經在重傷瀕死狀態下食用人魚肉並康復，但有著一碰到水的部位就會人魚化的弱點。
兆間臨
《臨魔像》篇角色。過去曾一度死去，但被自己的祖父母製作成土製魔像而因此復活。
再埼圖章
《圖章狼》篇角色。只要一看到圓形的物品就會變身成狼人，但可以控制。
甲賀葛
《葛人間》篇角色。直江津署說風課中唯一與怪異毫無關係的普通人類職員。

## 書籍訊息
| 標題   | 發售日 (日)   | ISBN (日)              | 發售日 (台)   | ISBN (台)              |
| ------ | ------------- | ---------------------- | ------------- | ---------------------- |
| 結物語 | 2017年1月12日 | ISBN 978-4-06-283900-6 | 2020年9月10日 | ISBN 978-9-57-109085-6 |

## 外部連結
- 講談社BOX：《物語系列》官方網站
  - 講談社BOX：《結物語》官方專頁 （页面存档备份，存于）
- 結物語記念影視「貝木直接」 （页面存档备份，存于）